# Eilema prabana
Eilema prabana är en fjärilsart som beskrevs av Moore 1859. Eilema prabana ingår i släktet Eilema och familjen björnspinnare. Inga underarter finns listade i Catalogue of Life.